# 八喜鯛
八喜鯛（やきだい）とは、鯛の姿焼きのことで、阪神地方で使われる当て字。
「焼く」という言葉が縁起が悪い「忌み言葉」であるので、喜びが重なるという「八喜」を当てたもの。ちなみに八は多いという意味や末広がりのおめでたい文字とされている。
鯛は諸外国では下魚として忌嫌われていることもあるが、日本では福の神・えびすの持つ縁起の良い魚として祝儀物に使われる。なぜ、えびす神が鯛を持っているかについては諸説あるが、えびす信仰の本拠地である西宮の海岸は「御前浜」と呼ばれ江戸時代までは多くの鯛の水揚げがあったとか鯛の赤い色が太陽信仰に通じる色であるからだとかいわれている。
吉井良英の研究によると、瀬戸内海に魚島という鯛が産卵の為浅瀬で群れをつくる現象がありそれを
見た漁師が赤く染まる海に信仰的な要素を感じ海の守護神であるえびす神に相応しい魚となったとある。魚島は鯛が群れる縁起の良い現象から転じ大阪（船場等）や兵庫（西宮市山口町）では鯛を贈る風習を指す言葉としても使われていた。